# Una llama misteriosa
Un llama misteriosa es una novela del autor escocés Philip Kerr protagonizada por el detective privado Bernhard "Bernie" Gunther en la Alemania del apogeo y declive nazi. Inicialmente se trató de una trilogía conocida como Berlin Noir publicada en los años 1989, 1990 y 1991, pero en 2006 el autor retomó la serie con nuevas novelas. En esta novela se alternan episodios acontecidos en Berlín sobre 1932 y en Buenos Aires por 1950.

## Argumento
El 14 de julio de 1950, Bernhard Gunther llega a Buenos Aires después de huir de la Alemania posbélica acusado falsamente de crímenes de guerra (bajo otra identidad) o del asesinato de dos mujeres en Viena que no cometió y acompañado de verdaderos criminales de guerra como Adolf Eichmann. Bajo el pseudónimo de Carlos Hausner, doctor, es llevado ante el presidente de Argentina, Juan Domingo Perón, al que posteriormente le confiesa su verdadera identidad y profesión. Uno de los acompañantes en el despacho de Perón, un  policía, el coronel Montalbán, había oído hablar y había admirado al detective Bernie Gunther de la Kripo de Berlín. Éste le ofrece un puesto en la SIDE para que investigue la desaparición de una joven hija de un banquero de origen alemán residente en Argentina apellidado Von Bader, así como el reciente asesinato de una chica que seguía el mismo modus operandi que otros asesinatos que Gunther investigó justo antes de abandonar la policía berlinesa. Las mujeres aparecían con el útero y otros órganos reproductivos extirpados, aparentemente por un profesional. Uno de esos casos, la investigación en Berlín sobre la muerte de la hija de un integrante de las SA (que consideraba a su propia hija un inconveniente prescindible para la pureza racial alemana) avanzó sobre la pista de una pastilla de un medicamento en ensayo para la sífilis que se le cayó al asesino en la escena donde encontraron el cadáver, que le llevó por el camino correcto (incluso se encontró sin saberlo con el culpable de las muertes) y gracias a la ayuda de un compañero de la policía de Múnich, Paul Herzefelde, iba a resolver el caso. Pero las cosas se torcieron, el policía de Múnich era judío y fue asesinado con la connivencia de sus compañeros, y Bernie Gunther fue apartado del caso por la nueva dirección de la Kripo y terminó abandonando la policía. Aun así Heinrich Grund, del que Gunther era jefe, terminó resolviendo el caso cuando recibió los informes de la Kripo de Múnich. Esas muertes tenían su causa en abortos ilegales mal realizados, y la extracción de los órganos sexuales pretendía disimular las operaciones realizadas. El médico abortista era Josef Mengele, pero él no tenía ninguna relación con la muerte bonaerense. En realidad, Montalbán había engañado a Gunther manipulando el cadáver de la joven germano-argentina que le presentó, pues ya sabía quién estaba detrás de las muertes en Alemania pero quería que Gunther le hiciese confesar al abortista que también realizaba ahora en Argentina abortos a niñas menores de edad para el presidente Perón que mantenía relaciones sexuales con ellas. Esto le serviría a Montalbán como « póliza de seguros ». 
Simultáneamente a la investigación para Montalbán, llevaba a cabo una investigación para una mujer rusa judía, Anna Yagubsky que pretendía esclarecer el paradero de sus familiares desaparecidos. De esta forma Gunther entra en conflicto con el régimen argentino al descubrir algunos de sus turbios secretos como la Directiva 11 («que equivalía a una sentencia de muerte para unos 200.000 judíos europeos»). Gunther recibe un aviso del coronel Montalbán que le envía a Caseros dónde es torturado con una pica eléctrica. Pero Gunther no abandona sus pesquisas y llega a descubrir un minicampo de exterminio de judíos en Tucumán, desvelando pues el sino de los familiares de Anna. Cuando Montalbán se entera de esto le lleva a sobrevolar el Río de la Plata en un C-47 Dakota desde donde tiran a varios disidentes, como hubiesen hecho con Bernie si no supiese un secreto muy interesante para Montalbán y el gobierno argentino. 
El gobierno argentino había conseguido gran parte del dinero del Reichsbank, pero aún quedaba mucho más dinero en sus cuentas que sólo podrían recoger con el beneplácito de tres banqueros alemanes residentes en Argentina y siempre que uno de ellos viajase a Zúrich a retirarlo. Los Perón no se fiaban de que si dejasen a alguno de ellos marchar a Zúrich no volvería con el dinero. Por ello, el gobierno tenía un gran interés en encontrar a la chica cuya desaparición encargaron investigar al protagonista, pues Fabienne Von Bader les serviría para coaccionar a su padre el banquero de forma que volviese a Argentina después de retirar el dinero en Suiza. Gunther cuando descubrió el campo de Tucumán fue apresado por el antiguo ingeniero alemán Hans Kammler que había colaborado en la construcción del campo y era encargado de vigilar esa zona. Allí Gunther acompañado de Anna encontró a Grund que ahora servía a Kammler y éste consiguió que los liberasen. Fueron invitados a comer y entonces Bernie descubrió que la mujer y la hija de Kammler eran en realidad la esposa y la hija de Von Bader. Cuando confesó este secreto a Montalbán, el coronel le dijo que podía y debía marcharse del país con Anna, porque si se quedaban serían asesinados («En Buenos Aires más vale saberlo todo que saber demasiado»). Anna no quiere marcharse pero Gunther parte a Montevideo dejando atrás a su amante.